# Tangerine Dream
「Tangerine Dream」（タンジェリン・ドリーム）は、日本のロックバンド・Do As Infinityの1作目のシングル。

## 概要
- メジャーデビューシングル。

## 収録曲
| 全作詞・作曲・編曲: D・A・I。 |                                    |         |            |      |
| #                             | タイトル                           | 作詞    | 作曲・編曲 | 時間 |
| 1.                            | 「Tangerine Dream」                | D・A・I | D・A・I    | 4:19 |
| 2.                            | 「Wings」                          | D・A・I | D・A・I    | 3:59 |
| 3.                            | 「Faces」                          | D・A・I | D・A・I    | 3:51 |
| 4.                            | 「Simple Minds」                   | D・A・I | D・A・I    | 3:49 |
| 5.                            | 「Tangerine Dream (Instrumental)」 | D・A・I | D・A・I    | 4:19 |
| 6.                            | 「Wings (Instrumental)」           | D・A・I | D・A・I    | 3:59 |
| 7.                            | 「Faces (Instrumental)」           | D・A・I | D・A・I    | 3:51 |
| 8.                            | 「Simple Minds (Instrumental)」    | D・A・I | D・A・I    | 3:46 |
| 合計時間:                     | 合計時間:                          | 31:53   |            |      |

1. Tangerine Dream
作詞はサウンドプロデュースを務めた鈴木直人、作曲は長尾大[注 1]。タイトルはドイツの音楽グループであるタンジェリン・ドリームから引用されている。
2. Wings
3. Faces
4. Simple Minds
5. Tangerine Dream (Instrumental)
表題曲のインストゥルメンタルバージョン。
6. Wings (Instrumental)
カップリング1曲目のインストゥルメンタルバージョン。
7. Faces (Instrumental)
カップリング2曲目のインストゥルメンタルバージョン。
8. Simple Minds (Instrumental)
カップリング3曲目のインストゥルメンタルバージョン。

## 収録アルバム
- BREAK OF DAWN (#1)
- NEW WORLD (#2 Wings 510)
- Do The Best (#1 GREAT TOUR BAND version)
- Do The B-side (#2 Strong Mix)
- Do The A-side (#1)
- Do The Best "Great Supporters Selection" (#1)
- ETERNAL FLAME (#1 〜10th Anniversary〜)
- 2 of Us [RED] -14 Re:SINGLES- (#1 2 of Us)
- Do The B-side 2 (#3,4)
- Do As Infinity (#1 ～20th Anniversary 1999-2019～)
- Do The Complete (#1)